# Grekisk landsköldpadda
Grekisk landsköldpadda (Testudo hermanni) är en av de fem sköldpaddsarter som traditionellt placerats i släktet Testudo som även omfattar Svart landsköldpadda (T. marginata), morisk landsköldpadda (T graeca), egyptisk landsköldpadda (T kleinmanni) rysk stäppsköldpadda (T horsfieldii). Två underarter är kända: Västlig Grekisk landsköldpadda (T h hermanni) och östlig Grekisk landsköldpadda (T h boettgeri). T h hercegovinensisoch T h peleponnesica är inte accepterade att vara genetiskt annorlunda än T h boettgeri.

## Utbredning
Testudo hermanni finns i hela södra Europa. Den västra populationen (T. h. hermanni) finns i östra Spanien, södra Frankrike, Balearerna, Korsika och Sardinien. Den östra populationen (T. h. boettgeri) finns på Balkanhalvön, bland annat i Serbien, Kosovo, Nordmakedonien, Rumänien, Bulgarien, Albanien och Grekland. Den variant av T. h. boettgeri som kallas hercegovinensis finns längs kusterna i Bosnien, Hercegovina, Kroatien och Montenegro.
För populationen som lever på Sicilien samt i södra och centrala Italien (Toscana) är inte helt utredd vilken underart den tillhör.

## Beskrivning och taxonomi
Grekiska landsköldpaddor är små till medelstora sköldpaddor som finns i södra Europa. Unga djur, och några vuxna, har svart- och gulmönstrade ryggsköldar, även om färgen kan blekna med åldern till en mindre tydlig grå, eller halmgul färg.
Den östliga underarten Testudo hermanni boettgeri är större än den västra, och når storlekar upp till 36 cm i längd men är i allmänhet 20-24 cm. Hanar är oftast mindre än honor. Vikten ligger oftast på 1-3 kg. T h hermanni liksom ”T h hercegovinensis” blir sällan större än 19 cm. Vissa vuxna hanar av T h hermanni är så små som 7 cm.
Testudo hermanni hermanni
Underarten Testudo hermanni hermanni inkluderar den tidigare underarten robertmertensi och har ett antal lokala former. Den har en hög välvd sköld med en intensiv gul färg som ger en stark kontrast till de mörka fläckarna. Färgerna bleks något på äldre djur, men den intensiva gula behålls ofta. Undersidan har två sammansatta svarta band längs den centrala sömmen.
Färgen på huvudet varierar från mörkt grönt till gulaktigt, med enstaka mörka fläckar. Ett särskilt kännetecken är det gula stänk på kinden som finns på de flesta exemplar, dock inte i alla; robertmertensi är namnet på en form med mycket framträdande kindfläckar. Svansen hos hanar är större än hos honor och har en kraftig kloliknande spets som hos honor är mindre.
Testudo hermanni boettgeri
De föreslagna underarterna hercegovinensis (Balkankusten) och peloponnesica (s v Peleponnesos kust) ingår nu här, de utgör lokala former som ännu inte är geografiskt eller på annat sätt reproduktivt isolerade. Östlig Grekisk landsköldpadda har också en välvd nästan rund ryggsköld men några är framför allt plattare och mer avlånga. Färgen är brun med en gul eller grönaktig nyans och med isolerade svarta fläckar. Färgen tenderar att blekna ganska kraftigt på äldre djur. Undersidan är nästan alltid hornfärgad, och har separata svarta fläckar på vardera sidan av den centrala sömmen.
Huvudet är brunt till svart, med små fjäll. Frambenen har också små fjäll. Benen har generellt fem klor. Bakbenen är betydligt kraftigare än frambenen. Svansen slutar i en kloliknande förhårdnad som kan vara mycket stor hos äldre hanar. Honor har märkbart mindre förhårdnad.

## Ekologi
Tidigt på morgonen lämnar djuren sina nattliga skydd, som vanligtvis består av håligheter som skyddas av täta buskar, för att sola och värma sina kroppar. De strövar sedan runt på jakt efter mat. De avgör vilka växter som ska ätas genom luktsinnet. (I fångenskap är de kända för att äta olika blad och blommor som maskros, groblad, och klöver).
Vid middagstid blir solen för het för landsköldpaddor, så de återvänder till sina gömställen. De har en bra känsla för riktningen som gör att de kan återvända. Experiment har visat att de också har en god känsla för tid, solens position, de magnetiska linjerna på jorden, och för landmärken. Sent på eftermiddagen lämnar de sina hålor igen och återvänder till sökandet efter föda.
Landsköldpaddor är särskilt långlivade djur, som antas leva så länge som 70-100 år.